# Parc Nacional de Rapa Nui
El Parc Nacional Rapa Nui de la República de Xile, administrat per Conaf des del 1972, comprèn poc més del 40% de la superfície de l'illa de Pasqua, i va ser creat el 1966. Té una superfície de 7.130 ha, i va ser declarat Patrimoni de la Humanitat per la UNESCO el desembre del 1995.
L'illa és d'origen volcànic, de forma triangular, amb nombrosos cràters volcànics. La seva vegetació és escassa, composta per diversos arbusts i alguns boscos artificials, sobretot d'eucaliptus.

## Atraccions turístiques
- Principalment els moais, (estàtues) i ahu (altars), construïts amb roca volcànica pels antics habitants de l'illa, el poble Rapa Nui. També hi ha poblets i art rupestre.[4]

- Els volcans Rano Kao, Rano Raraku i Rano Aroi; el segon té diversos moais a mig acabar, ja que va ser una pedrera. Als tres volcans hi ha dipòsits d'aigua, els únics de l'illa.

- El busseig, ja que les aigües clares permeten veure la diversitat de peixos i els esculls de corall.[5]